# Skynet 1A
O Skynet 1A foi um satélite de comunicação geoestacionário britânico construído pela Philco Ford, e foi operado pelo MoD. O satélite foi baseado na plataforma Skynet-1 Bus. O satélite falhou após menos de um ano em operação.

## Lançamento
O satélite foi lançado com sucesso ao espaço no dia 22 de novembro de 1969, por meio de um veículo Delta M, a partir da Estação da Força Aérea de Cabo Canaveral na Flórida, EUA. Ele tinha uma massa de lançamento de 535 kg.